# 塘栖耶稣堂

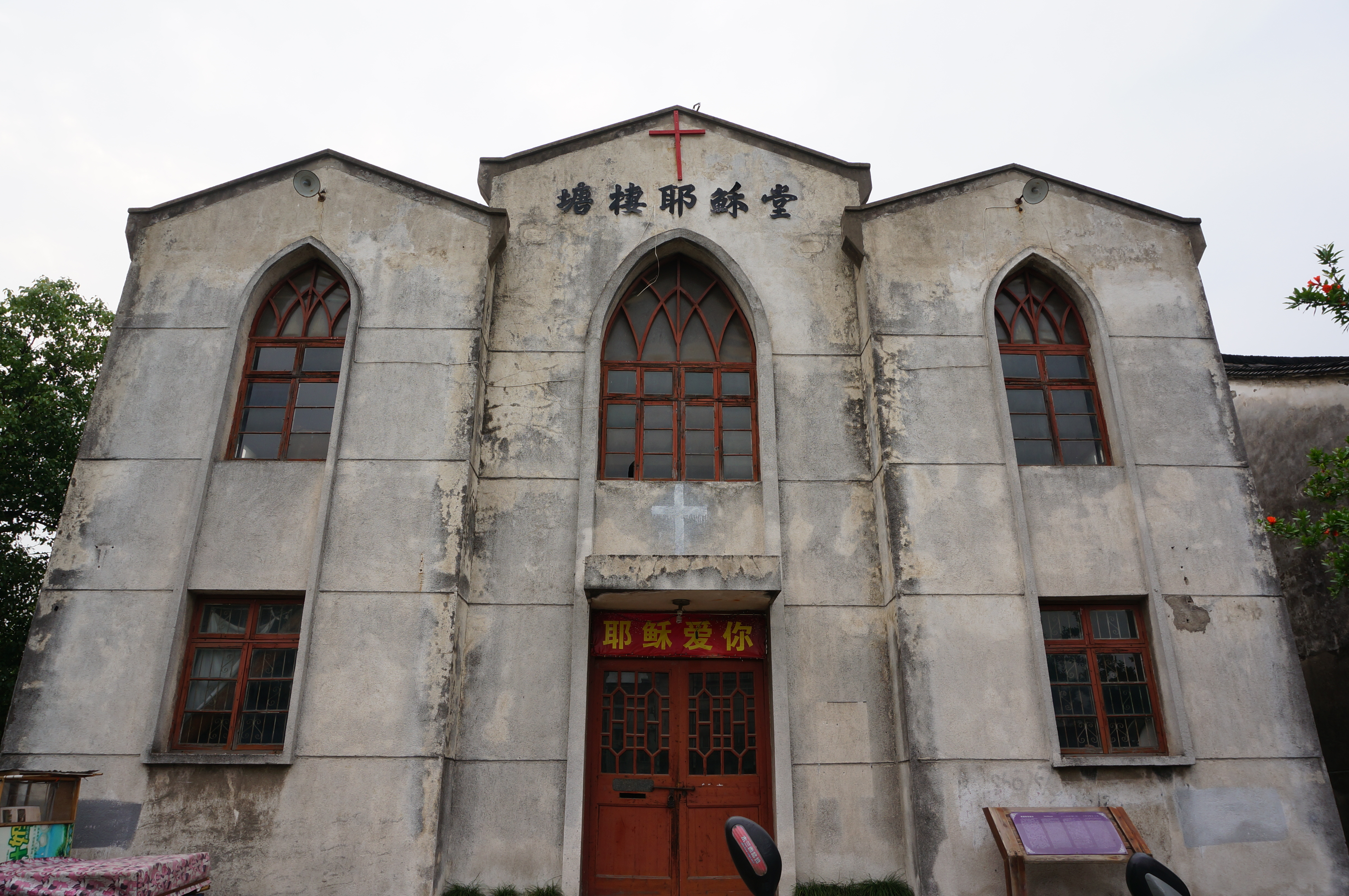
塘栖耶稣堂，2015年5月

塘栖耶稣堂位于中国浙江省杭州市临平区塘栖镇水北社区京杭大运河北岸、水北街东段，塘栖乾隆御碑与水利通判厅遗址东侧，为前美北长老会塘栖总堂，由苏格兰传教士金·乐德创建于清光绪二十五年（1899），教堂内存有民国八年（1919）《金·乐德先生纪念碑文》和民国二十一年（1932）《金·乐德师母纪念碑文》，旁有神职人员住所，教堂与住所建筑面积共约1200平方米，首任牧师为徐让三。